# Zanesville (Indiana)
Zanesville – miasto w Stanach Zjednoczonych, w stanie Indiana, w hrabstwie Allen.